# 陕西葡萄
陕西葡萄（学名：Vitis shenxiensis）是葡萄科葡萄属的植物。分布于中国大陆的陕西等地，生长于海拔1,100米至1,350米的地区，一般生于山坡及沟谷灌丛，目前尚未由人工引种栽培。